# Гранж-сюр-Бом
Гранж-сюр-Бом, Ґранж-сюр-Бом (фр. Granges-sur-Baume) — колишній муніципалітет у Франції, у регіоні Бургундія-Франш-Конте, департамент Жура. Населення — 130 осіб (2011).
Муніципалітет був розташований на відстані близько 350 км на південний схід від Парижа, 70 км на південний захід від Безансона, 9 км на північний схід від Лонс-ле-Соньє.

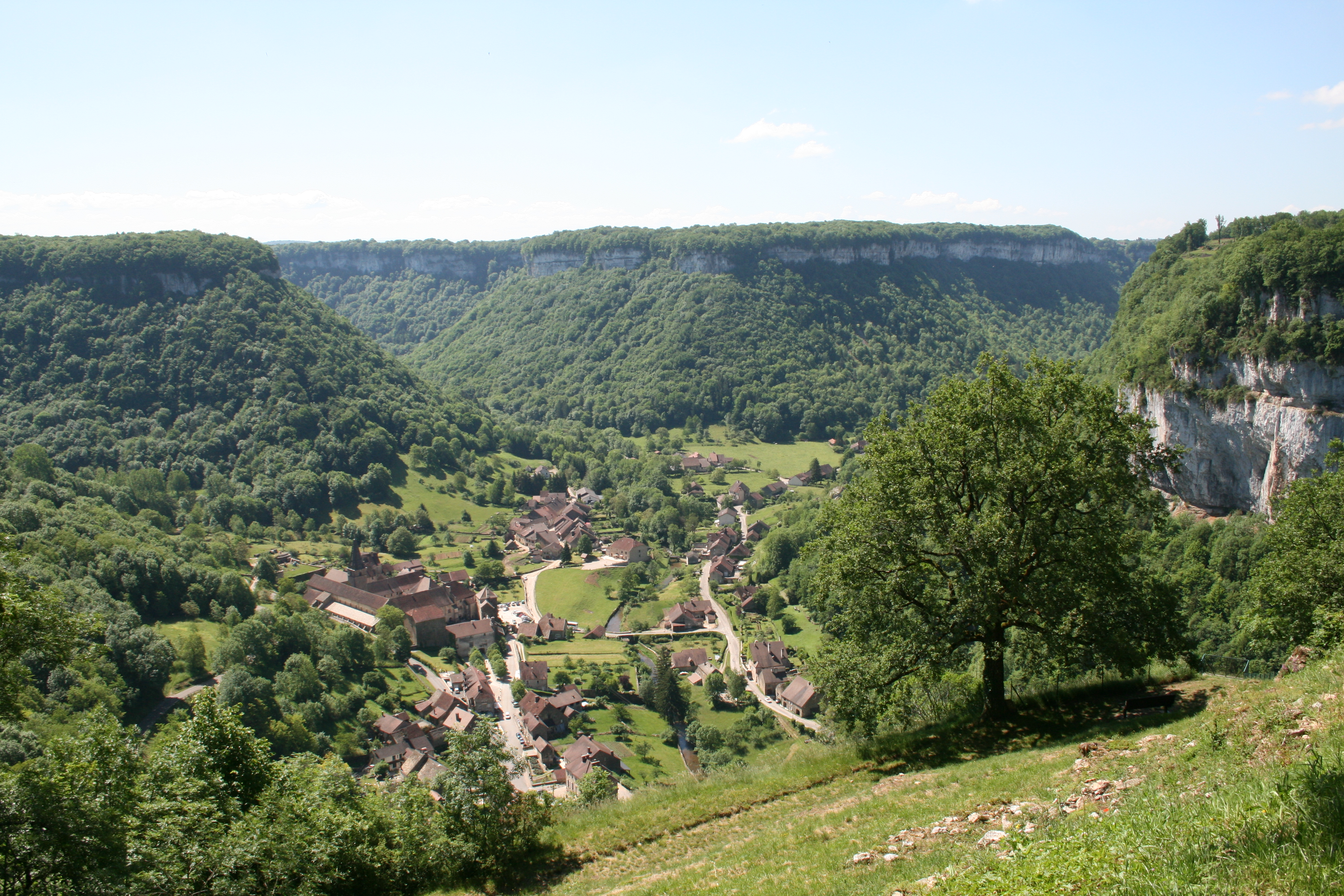

## Історія
У 1956-2015 роках муніципалітет перебував у складі регіону Франш-Конте. Від 1 січня 2016 року належав до нового об'єднаного регіону Бургундія-Франш-Конте.
1 січня 2016 року Гранж-сюр-Бом, Крансо i Міребель було об'єднано в новий муніципалітет Отрош.

## Демографія
Динаміка населення (Insee ):
Розподіл населення за віком та статтю (2006):
| Стать | Всього | До 15 років | 15-24 | 25-44 | 45-64 | 65-85 | Понад 85 |
| --- | ------ | ----------- | ----- | ----- | ----- | ----- | -------- |
| Чоловіки | 72     | 4           | 4     | 28    | 24    | 12    | 0        |
| Жінки | 56     | 8           | 4     | 20    | 24    | 0     | 0        |
| \| Статево-вікова піраміда \| Статево-вікова піраміда \| Статево-вікова піраміда \| \| ----------------------- \| ----------------------- \| ----------------------- \| \| Чоловіки \| Вік \| Жінки \| \| 0 \| 85 + \| 0 \| \| 4 \| 80-84 \| 0 \| \| 8 \| 75-79 \| 0 \| \| 0 \| 70-74 \| 0 \| \| 0 \| 65-69 \| 0 \| \| 4 \| 60-64 \| 8 \| \| 16 \| 55-59 \| 12 \| \| 0 \| 50-54 \| 0 \| \| 4 \| 45-49 \| 4 \| \| 0 \| 40-44 \| 8 \| \| 4 \| 35-39 \| 0 \| \| 24 \| 30-34 \| 4 \| \| 0 \| 25-29 \| 8 \| \| 0 \| 20-24 \| 0 \| \| 4 \| 15-20 \| 4 \| \| 4 \| 10-14 \| 4 \| \| 0 \| 5-9 \| 4 \| \| 0 \| 0-4 \| 0 \| |        |             |       |       |       |       |          |
| Статево-вікова піраміда |        |             |       |       |       |       |          |
| Чоловіки | Вік    | Жінки       |       |       |       |       |          |
| 0 | 85 +   | 0           |       |       |       |       |          |
| 4 | 80-84  | 0           |       |       |       |       |          |
| 8 | 75-79  | 0           |       |       |       |       |          |
| 0 | 70-74  | 0           |       |       |       |       |          |
| 0 | 65-69  | 0           |       |       |       |       |          |
| 4 | 60-64  | 8           |       |       |       |       |          |
| 16 | 55-59  | 12          |       |       |       |       |          |
| 0 | 50-54  | 0           |       |       |       |       |          |
| 4 | 45-49  | 4           |       |       |       |       |          |
| 0 | 40-44  | 8           |       |       |       |       |          |
| 4 | 35-39  | 0           |       |       |       |       |          |
| 24 | 30-34  | 4           |       |       |       |       |          |
| 0 | 25-29  | 8           |       |       |       |       |          |
| 0 | 20-24  | 0           |       |       |       |       |          |
| 4 | 15-20  | 4           |       |       |       |       |          |
| 4 | 10-14  | 4           |       |       |       |       |          |
| 0 | 5-9    | 4           |       |       |       |       |          |
| 0 | 0-4    | 0           |       |       |       |       |          |

## Економіка
2010 року серед 83 осіб працездатного віку (15—64 років) 56 були активними, 27 — неактивними (показник активності 67,5%, у 1999 році було 65,4%). З 56 активних мешканців працювало 55 осіб (33 чоловіки та 22 жінки), безробітними було 1 (0 чоловіків та 1 жінка). Серед 27 неактивних 5 осіб було учнями чи студентами, 17 — пенсіонерами, 5 були неактивними з інших причин.

У 2010 році в муніципалітеті числилось 59 оподаткованих домогосподарств, у яких проживали 134,0 особи, медіана доходів виносила 16 055 євро на одного особоспоживача